# Selfat
Selfat (franska: Selfat (CR), Selfat (Commune Rurale), arabiska: لبراكسة) är en kommun i Marocko.   Den ligger i provinsen Sidi Kacem och regionen Rabat-Salé-Kénitra, i den nordöstra delen av landet, 130 km öster om huvudstaden Rabat. Antalet invånare är 9 686.